# Gia Nadareichvili
Gia Antonovitch Nadareichvili, (22 septembre 1921 —  3 octobre 1991) est un compositeur d'études d'échecs soviétique d'origine géorgienne. Il a obtenu le titre de Grand maître international pour la composition échiquéenne en 1980.

## Une étude de Gia Nadareichvili
|   | a | b | c | d | e | f | g | h |   |
| 8 | Roi noir sur case blanche g8 · Fou blanc sur case noire h8 · Pion blanc sur case noire g7 · Roi blanc sur case noire b6 · Pion noir sur case blanche b5 · Pion noir sur case noire b4 · Cavalier noir sur case noire c3 | Roi noir sur case blanche g8 · Fou blanc sur case noire h8 · Pion blanc sur case noire g7 · Roi blanc sur case noire b6 · Pion noir sur case blanche b5 · Pion noir sur case noire b4 · Cavalier noir sur case noire c3 | Roi noir sur case blanche g8 · Fou blanc sur case noire h8 · Pion blanc sur case noire g7 · Roi blanc sur case noire b6 · Pion noir sur case blanche b5 · Pion noir sur case noire b4 · Cavalier noir sur case noire c3 | Roi noir sur case blanche g8 · Fou blanc sur case noire h8 · Pion blanc sur case noire g7 · Roi blanc sur case noire b6 · Pion noir sur case blanche b5 · Pion noir sur case noire b4 · Cavalier noir sur case noire c3 | Roi noir sur case blanche g8 · Fou blanc sur case noire h8 · Pion blanc sur case noire g7 · Roi blanc sur case noire b6 · Pion noir sur case blanche b5 · Pion noir sur case noire b4 · Cavalier noir sur case noire c3 | Roi noir sur case blanche g8 · Fou blanc sur case noire h8 · Pion blanc sur case noire g7 · Roi blanc sur case noire b6 · Pion noir sur case blanche b5 · Pion noir sur case noire b4 · Cavalier noir sur case noire c3 | Roi noir sur case blanche g8 · Fou blanc sur case noire h8 · Pion blanc sur case noire g7 · Roi blanc sur case noire b6 · Pion noir sur case blanche b5 · Pion noir sur case noire b4 · Cavalier noir sur case noire c3 | Roi noir sur case blanche g8 · Fou blanc sur case noire h8 · Pion blanc sur case noire g7 · Roi blanc sur case noire b6 · Pion noir sur case blanche b5 · Pion noir sur case noire b4 · Cavalier noir sur case noire c3 | 8 |
| 7 | Roi noir sur case blanche g8 · Fou blanc sur case noire h8 · Pion blanc sur case noire g7 · Roi blanc sur case noire b6 · Pion noir sur case blanche b5 · Pion noir sur case noire b4 · Cavalier noir sur case noire c3 | Roi noir sur case blanche g8 · Fou blanc sur case noire h8 · Pion blanc sur case noire g7 · Roi blanc sur case noire b6 · Pion noir sur case blanche b5 · Pion noir sur case noire b4 · Cavalier noir sur case noire c3 | Roi noir sur case blanche g8 · Fou blanc sur case noire h8 · Pion blanc sur case noire g7 · Roi blanc sur case noire b6 · Pion noir sur case blanche b5 · Pion noir sur case noire b4 · Cavalier noir sur case noire c3 | Roi noir sur case blanche g8 · Fou blanc sur case noire h8 · Pion blanc sur case noire g7 · Roi blanc sur case noire b6 · Pion noir sur case blanche b5 · Pion noir sur case noire b4 · Cavalier noir sur case noire c3 | Roi noir sur case blanche g8 · Fou blanc sur case noire h8 · Pion blanc sur case noire g7 · Roi blanc sur case noire b6 · Pion noir sur case blanche b5 · Pion noir sur case noire b4 · Cavalier noir sur case noire c3 | Roi noir sur case blanche g8 · Fou blanc sur case noire h8 · Pion blanc sur case noire g7 · Roi blanc sur case noire b6 · Pion noir sur case blanche b5 · Pion noir sur case noire b4 · Cavalier noir sur case noire c3 | Roi noir sur case blanche g8 · Fou blanc sur case noire h8 · Pion blanc sur case noire g7 · Roi blanc sur case noire b6 · Pion noir sur case blanche b5 · Pion noir sur case noire b4 · Cavalier noir sur case noire c3 | Roi noir sur case blanche g8 · Fou blanc sur case noire h8 · Pion blanc sur case noire g7 · Roi blanc sur case noire b6 · Pion noir sur case blanche b5 · Pion noir sur case noire b4 · Cavalier noir sur case noire c3 | 7 |
| 6 | Roi noir sur case blanche g8 · Fou blanc sur case noire h8 · Pion blanc sur case noire g7 · Roi blanc sur case noire b6 · Pion noir sur case blanche b5 · Pion noir sur case noire b4 · Cavalier noir sur case noire c3 | Roi noir sur case blanche g8 · Fou blanc sur case noire h8 · Pion blanc sur case noire g7 · Roi blanc sur case noire b6 · Pion noir sur case blanche b5 · Pion noir sur case noire b4 · Cavalier noir sur case noire c3 | Roi noir sur case blanche g8 · Fou blanc sur case noire h8 · Pion blanc sur case noire g7 · Roi blanc sur case noire b6 · Pion noir sur case blanche b5 · Pion noir sur case noire b4 · Cavalier noir sur case noire c3 | Roi noir sur case blanche g8 · Fou blanc sur case noire h8 · Pion blanc sur case noire g7 · Roi blanc sur case noire b6 · Pion noir sur case blanche b5 · Pion noir sur case noire b4 · Cavalier noir sur case noire c3 | Roi noir sur case blanche g8 · Fou blanc sur case noire h8 · Pion blanc sur case noire g7 · Roi blanc sur case noire b6 · Pion noir sur case blanche b5 · Pion noir sur case noire b4 · Cavalier noir sur case noire c3 | Roi noir sur case blanche g8 · Fou blanc sur case noire h8 · Pion blanc sur case noire g7 · Roi blanc sur case noire b6 · Pion noir sur case blanche b5 · Pion noir sur case noire b4 · Cavalier noir sur case noire c3 | Roi noir sur case blanche g8 · Fou blanc sur case noire h8 · Pion blanc sur case noire g7 · Roi blanc sur case noire b6 · Pion noir sur case blanche b5 · Pion noir sur case noire b4 · Cavalier noir sur case noire c3 | Roi noir sur case blanche g8 · Fou blanc sur case noire h8 · Pion blanc sur case noire g7 · Roi blanc sur case noire b6 · Pion noir sur case blanche b5 · Pion noir sur case noire b4 · Cavalier noir sur case noire c3 | 6 |
| 5 | Roi noir sur case blanche g8 · Fou blanc sur case noire h8 · Pion blanc sur case noire g7 · Roi blanc sur case noire b6 · Pion noir sur case blanche b5 · Pion noir sur case noire b4 · Cavalier noir sur case noire c3 | Roi noir sur case blanche g8 · Fou blanc sur case noire h8 · Pion blanc sur case noire g7 · Roi blanc sur case noire b6 · Pion noir sur case blanche b5 · Pion noir sur case noire b4 · Cavalier noir sur case noire c3 | Roi noir sur case blanche g8 · Fou blanc sur case noire h8 · Pion blanc sur case noire g7 · Roi blanc sur case noire b6 · Pion noir sur case blanche b5 · Pion noir sur case noire b4 · Cavalier noir sur case noire c3 | Roi noir sur case blanche g8 · Fou blanc sur case noire h8 · Pion blanc sur case noire g7 · Roi blanc sur case noire b6 · Pion noir sur case blanche b5 · Pion noir sur case noire b4 · Cavalier noir sur case noire c3 | Roi noir sur case blanche g8 · Fou blanc sur case noire h8 · Pion blanc sur case noire g7 · Roi blanc sur case noire b6 · Pion noir sur case blanche b5 · Pion noir sur case noire b4 · Cavalier noir sur case noire c3 | Roi noir sur case blanche g8 · Fou blanc sur case noire h8 · Pion blanc sur case noire g7 · Roi blanc sur case noire b6 · Pion noir sur case blanche b5 · Pion noir sur case noire b4 · Cavalier noir sur case noire c3 | Roi noir sur case blanche g8 · Fou blanc sur case noire h8 · Pion blanc sur case noire g7 · Roi blanc sur case noire b6 · Pion noir sur case blanche b5 · Pion noir sur case noire b4 · Cavalier noir sur case noire c3 | Roi noir sur case blanche g8 · Fou blanc sur case noire h8 · Pion blanc sur case noire g7 · Roi blanc sur case noire b6 · Pion noir sur case blanche b5 · Pion noir sur case noire b4 · Cavalier noir sur case noire c3 | 5 |
| 4 | Roi noir sur case blanche g8 · Fou blanc sur case noire h8 · Pion blanc sur case noire g7 · Roi blanc sur case noire b6 · Pion noir sur case blanche b5 · Pion noir sur case noire b4 · Cavalier noir sur case noire c3 | Roi noir sur case blanche g8 · Fou blanc sur case noire h8 · Pion blanc sur case noire g7 · Roi blanc sur case noire b6 · Pion noir sur case blanche b5 · Pion noir sur case noire b4 · Cavalier noir sur case noire c3 | Roi noir sur case blanche g8 · Fou blanc sur case noire h8 · Pion blanc sur case noire g7 · Roi blanc sur case noire b6 · Pion noir sur case blanche b5 · Pion noir sur case noire b4 · Cavalier noir sur case noire c3 | Roi noir sur case blanche g8 · Fou blanc sur case noire h8 · Pion blanc sur case noire g7 · Roi blanc sur case noire b6 · Pion noir sur case blanche b5 · Pion noir sur case noire b4 · Cavalier noir sur case noire c3 | Roi noir sur case blanche g8 · Fou blanc sur case noire h8 · Pion blanc sur case noire g7 · Roi blanc sur case noire b6 · Pion noir sur case blanche b5 · Pion noir sur case noire b4 · Cavalier noir sur case noire c3 | Roi noir sur case blanche g8 · Fou blanc sur case noire h8 · Pion blanc sur case noire g7 · Roi blanc sur case noire b6 · Pion noir sur case blanche b5 · Pion noir sur case noire b4 · Cavalier noir sur case noire c3 | Roi noir sur case blanche g8 · Fou blanc sur case noire h8 · Pion blanc sur case noire g7 · Roi blanc sur case noire b6 · Pion noir sur case blanche b5 · Pion noir sur case noire b4 · Cavalier noir sur case noire c3 | Roi noir sur case blanche g8 · Fou blanc sur case noire h8 · Pion blanc sur case noire g7 · Roi blanc sur case noire b6 · Pion noir sur case blanche b5 · Pion noir sur case noire b4 · Cavalier noir sur case noire c3 | 4 |
| 3 | Roi noir sur case blanche g8 · Fou blanc sur case noire h8 · Pion blanc sur case noire g7 · Roi blanc sur case noire b6 · Pion noir sur case blanche b5 · Pion noir sur case noire b4 · Cavalier noir sur case noire c3 | Roi noir sur case blanche g8 · Fou blanc sur case noire h8 · Pion blanc sur case noire g7 · Roi blanc sur case noire b6 · Pion noir sur case blanche b5 · Pion noir sur case noire b4 · Cavalier noir sur case noire c3 | Roi noir sur case blanche g8 · Fou blanc sur case noire h8 · Pion blanc sur case noire g7 · Roi blanc sur case noire b6 · Pion noir sur case blanche b5 · Pion noir sur case noire b4 · Cavalier noir sur case noire c3 | Roi noir sur case blanche g8 · Fou blanc sur case noire h8 · Pion blanc sur case noire g7 · Roi blanc sur case noire b6 · Pion noir sur case blanche b5 · Pion noir sur case noire b4 · Cavalier noir sur case noire c3 | Roi noir sur case blanche g8 · Fou blanc sur case noire h8 · Pion blanc sur case noire g7 · Roi blanc sur case noire b6 · Pion noir sur case blanche b5 · Pion noir sur case noire b4 · Cavalier noir sur case noire c3 | Roi noir sur case blanche g8 · Fou blanc sur case noire h8 · Pion blanc sur case noire g7 · Roi blanc sur case noire b6 · Pion noir sur case blanche b5 · Pion noir sur case noire b4 · Cavalier noir sur case noire c3 | Roi noir sur case blanche g8 · Fou blanc sur case noire h8 · Pion blanc sur case noire g7 · Roi blanc sur case noire b6 · Pion noir sur case blanche b5 · Pion noir sur case noire b4 · Cavalier noir sur case noire c3 | Roi noir sur case blanche g8 · Fou blanc sur case noire h8 · Pion blanc sur case noire g7 · Roi blanc sur case noire b6 · Pion noir sur case blanche b5 · Pion noir sur case noire b4 · Cavalier noir sur case noire c3 | 3 |
| 2 | Roi noir sur case blanche g8 · Fou blanc sur case noire h8 · Pion blanc sur case noire g7 · Roi blanc sur case noire b6 · Pion noir sur case blanche b5 · Pion noir sur case noire b4 · Cavalier noir sur case noire c3 | Roi noir sur case blanche g8 · Fou blanc sur case noire h8 · Pion blanc sur case noire g7 · Roi blanc sur case noire b6 · Pion noir sur case blanche b5 · Pion noir sur case noire b4 · Cavalier noir sur case noire c3 | Roi noir sur case blanche g8 · Fou blanc sur case noire h8 · Pion blanc sur case noire g7 · Roi blanc sur case noire b6 · Pion noir sur case blanche b5 · Pion noir sur case noire b4 · Cavalier noir sur case noire c3 | Roi noir sur case blanche g8 · Fou blanc sur case noire h8 · Pion blanc sur case noire g7 · Roi blanc sur case noire b6 · Pion noir sur case blanche b5 · Pion noir sur case noire b4 · Cavalier noir sur case noire c3 | Roi noir sur case blanche g8 · Fou blanc sur case noire h8 · Pion blanc sur case noire g7 · Roi blanc sur case noire b6 · Pion noir sur case blanche b5 · Pion noir sur case noire b4 · Cavalier noir sur case noire c3 | Roi noir sur case blanche g8 · Fou blanc sur case noire h8 · Pion blanc sur case noire g7 · Roi blanc sur case noire b6 · Pion noir sur case blanche b5 · Pion noir sur case noire b4 · Cavalier noir sur case noire c3 | Roi noir sur case blanche g8 · Fou blanc sur case noire h8 · Pion blanc sur case noire g7 · Roi blanc sur case noire b6 · Pion noir sur case blanche b5 · Pion noir sur case noire b4 · Cavalier noir sur case noire c3 | Roi noir sur case blanche g8 · Fou blanc sur case noire h8 · Pion blanc sur case noire g7 · Roi blanc sur case noire b6 · Pion noir sur case blanche b5 · Pion noir sur case noire b4 · Cavalier noir sur case noire c3 | 2 |
| 1 | Roi noir sur case blanche g8 · Fou blanc sur case noire h8 · Pion blanc sur case noire g7 · Roi blanc sur case noire b6 · Pion noir sur case blanche b5 · Pion noir sur case noire b4 · Cavalier noir sur case noire c3 | Roi noir sur case blanche g8 · Fou blanc sur case noire h8 · Pion blanc sur case noire g7 · Roi blanc sur case noire b6 · Pion noir sur case blanche b5 · Pion noir sur case noire b4 · Cavalier noir sur case noire c3 | Roi noir sur case blanche g8 · Fou blanc sur case noire h8 · Pion blanc sur case noire g7 · Roi blanc sur case noire b6 · Pion noir sur case blanche b5 · Pion noir sur case noire b4 · Cavalier noir sur case noire c3 | Roi noir sur case blanche g8 · Fou blanc sur case noire h8 · Pion blanc sur case noire g7 · Roi blanc sur case noire b6 · Pion noir sur case blanche b5 · Pion noir sur case noire b4 · Cavalier noir sur case noire c3 | Roi noir sur case blanche g8 · Fou blanc sur case noire h8 · Pion blanc sur case noire g7 · Roi blanc sur case noire b6 · Pion noir sur case blanche b5 · Pion noir sur case noire b4 · Cavalier noir sur case noire c3 | Roi noir sur case blanche g8 · Fou blanc sur case noire h8 · Pion blanc sur case noire g7 · Roi blanc sur case noire b6 · Pion noir sur case blanche b5 · Pion noir sur case noire b4 · Cavalier noir sur case noire c3 | Roi noir sur case blanche g8 · Fou blanc sur case noire h8 · Pion blanc sur case noire g7 · Roi blanc sur case noire b6 · Pion noir sur case blanche b5 · Pion noir sur case noire b4 · Cavalier noir sur case noire c3 | Roi noir sur case blanche g8 · Fou blanc sur case noire h8 · Pion blanc sur case noire g7 · Roi blanc sur case noire b6 · Pion noir sur case blanche b5 · Pion noir sur case noire b4 · Cavalier noir sur case noire c3 | 1 |
|   | a | b | c | d | e | f | g | h |   |

- Solution :

1. Rç5!   b3  

2. Rb4   b2  3. Ra3  Cd1  

4. Ra2  b4  5. Rb1   b3 pat.

## Œuvres
- Mat i Etioudakh, avec Youri Akobiya (en), Tbilissi, 1990

## Source
- Alain Pallier, « Gia Antonovitch Nadareichvili », Europe Échecs, mars 1992, n° 399, p. 65